# فرودگاه کلینتن بلایبررانچ
فرودگاه کلینتن بلایبررانچ (به انگلیسی: Clinton (Bleibler Ranch) Aerodrome) یک فرودگاه خصوصی است که یک باند فرود آسفالت دارد. این فرودگاه در کشور کانادا قرار دارد .